# 四海鲸骑
《四海鲸骑》是由马伯庸、驰骋、赵老湿创作的长篇小说，2018年起由爱奇艺改编为同名3D动画。第一季于2018年8月16日开播，第二季于2019年10月24日开播。

## 动画获奖情况
- 第六届中国网络视听大会动画片类优秀作品奖[4]
- “新光奖”中国西安第八届国际原创动漫大赛“最佳新锐动漫奖”[5]